# Sopchoppy
Sopchoppy és una població dels Estats Units a l'estat de Florida. Segons el cens del 2000 tenia 426 habitants.

## Demografia
Segons el cens del 2000, Sopchoppy tenia 426 habitants, 178 habitatges, i 111 famílies. La densitat de població era de 108,2 habitants/km².
Dels 178 habitatges en un 32% hi vivien nens de menys de 18 anys, en un 43,8% hi vivien parelles casades, en un 15,2% dones solteres, i en un 37,6% no eren unitats familiars. En el 32,6% dels habitatges hi vivien persones soles l'11,2% de les quals corresponia a persones de 65 anys o més que vivien soles. El nombre mitjà de persones vivint en cada habitatge era de 2,39 i el nombre mitjà de persones que vivien en cada família era de 3,09.
Per edats la població es repartia de la següent manera: un 26,8% tenia menys de 18 anys, un 8,2% entre 18 i 24, un 29,1% entre 25 i 44, un 22,5% de 45 a 60 i un 13,4% 65 anys o més.
L'edat mediana era de 38 anys. Per cada 100 dones de 18 o més anys hi havia 80,3 homes.
La renda mediana per habitatge era de 29.583 $ i la renda mediana per família de 33.750 $. Els homes tenien una renda mediana de 30.833 $ mentre que les dones 17.188 $. La renda per capita de la població era de 14.165 $. Entorn del 14,4% de les famílies i el 17,1% de la població estaven per davall del llindar de pobresa.

## Poblacions més properes
El següent diagrama mostra les poblacions més properes.